# Lichia długopyska
Lichia długopyska, lichia, amia (Lichia amia) – gatunek ryby okoniokształtnej z rodziny ostrobokowatych (Carangidae).

## Nazewnictwo polskie
W polskiej bibliografii gatunek opisany został pod zwyczajową nazwą lichia – nazwa tożsama z nazwą rodzaju. W Encyklopedii ryb morskich (1982) Stanisława Rutkowicza zaproponowano dla tego gatunku nazwę amia, ale tą nazwą wcześniej już określono inny gatunek ryby – Amia calva (amia, miękławka). W roku 1996 w Leksykonie Przyrodniczym - Ryby morskie zaproponowano dla tego gatunku nazwę lichia długopyska.

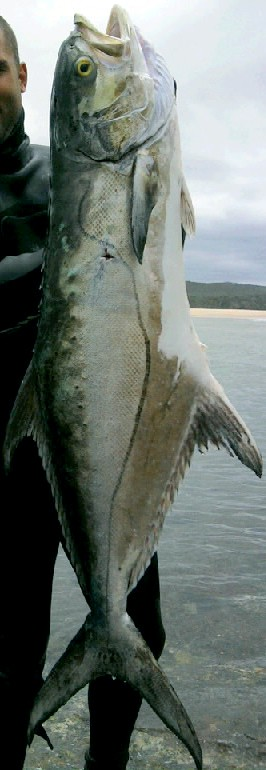
Złowiony okaz

## Występowanie
Zasiedla wody słonawe i słone wschodniej części Atlantyku (od Zatoki Biskajskiej po wybrzeże Południowej Afryce oraz w południowo-zachodniej części Oceanu Indyjskiego do Mozambiku (Zatoka Maputo).
Dorasta do 2 metrów długości i masy ciała dochodzącej do 50 kg.